# Mercœur (tổng)
Tổng Mercœur là một tổng của Pháp tọa lạc tại tỉnh Corrèze trong vùng Lumousin.

## Địa lý
Tổng này được tổ chức xung quanh Mercœur trong quận Tulle. Độ cao khu vực này là 136 m (Altillac) đến 624 m (Goulles) độ cao trung bình trên mực nước biển là 463 m.

## Hành chính
| Giai đoạn | Ủy viên         | Đảng         | Tư cách            |
| --------- | --------------- | ------------ | ------------------ |
| 2001-2008 | Lucien Delpeuch | RPR puis UMP | thị trưởng Reygade |
| 2008-2014 | Lucien Delpeuch | UMP          |                    |

## Phân chia đơn vị hành chính
Tổng Mercœur được chia thành 10 xã và khoảng 21 739 người (điều tra dân số năm 1999 không tính trùng dân số).
| Xã                              | Dân số | Mã bưu chính | Mã insee |
| ------------------------------- | ------ | ------------ | -------- |
| Altillac                        | 801    | 19120        | 19007    |
| Bassignac-le-Bas                | 105    | 19430        | 19017    |
| Camps-Saint-Mathurin-Léobazel   | 243    | 19430        | 19034    |
| La Chapelle-Saint-Géraud        | 225    | 19430        | 19045    |
| Goulles                         | 333    | 19430        | 19086    |
| Mercœur                         | 267    | 19430        | 19133    |
| Reygade                         | 161    | 19430        | 19171    |
| Saint-Bonnet-les-Tours-de-Merle | 45     | 19430        | 19189    |
| Saint-Julien-le-Pèlerin         | 133    | 19430        | 19215    |
| Sexcles                         | 239    | 19430        | 19259    |

## Thông tin nhân khẩu
| 1962                                                     | 1968   | 1975   | 1982   | 1990   | 1999   |
| -------------------------------------------------------- | ------ | ------ | ------ | ------ | ------ |
| 3 044                                                    | 22 708 | 22 358 | 22 227 | 22 012 | 21 739 |
| Nombre retenu à partir de 1962 : dân số không tính trùng |        |        |        |        |        |